# プロブレム・チャイルド2
『プロブレム・チャイルド2』（Problem Child 2）は、1991年のアメリカ合衆国のコメディ映画。ブライアン・レヴァント監督、ジョン・リッター、ジャック・ウォーデン、マイケル・オリヴァー出演。前年に公開された『プロブレム・チャイルド/うわさの問題児』の続編である。またエイミー・ヤスベックは、前作で演じたフローとは異なる役を担当している。

## ストーリー
フローと別れたベン・ヒーリーとジュニアの2人は、慣れ親しんだコールドリバーを離れモートヴィルに引っ越してきた。すると、ベンは町の女性たちにもて、家に引っ越し祝いをもって押し寄せてくる。そこに、隣人のアーロン・バーガーが訪ねてきてバーベキューに誘われるが、ジュニアはアーロンに馬鹿にされ、早速彼にいたずらを仕掛ける。その頃ベンを見かけた、町の有力者であるラワンダも、ベンに好意を持つ。
翌日、ジュニアはベンに新しく通う学校に送り届けられ、そこの校長に会いに行くと、校長はジュニアがコールドリバーでひどい目にあわせたピーボディーだった。ピーボディーは、ジュニアに早く学校から出て行って欲しかったため、本来の学年である3年から6年に飛び級させて入学させる。6年の教室に入ったジュニアは、落第生のマーヴから喧嘩を売られるが、いつものように機転を利かせて打ち負かす。ベンはジュニアを出迎えるが、マーヴが落としたアンテナが命中し、保健室に送られる。目が覚めたベンは、保健医のアニー・ヤングと出会う。ベンを取られるのが嫌なジュニアは、彼女の写真に落書きをしようとするが、そんな彼の前にジュニアと似た性格の少女トリキシーが現れる。一方のベンはジュニアのために新しい妻を見つけようと、ジュニアをベビーシッターのローダに任せて、近所のデビー・クロキンスキーとデートに行くが、ジュニアの妨害によってデビーは前の夫と寄りを戻し、デートは失敗に終わる。さらにジュニアは、自分を邪険にしたローダの濡れ場を上映する。ベンがジュニアを叱っていると、そこにベンを憎んでいた祖父のビッグベンが押しかけ、会社が倒産したためしばらく泊らせるよう要求してきた。ジュニアは嫌がったが、ベンはビッグベンを泊まらせることにした。
学校でジュニアは、トリキシーを愛用のパチンコで狙うが、消防ホースで返り討ちにされ敗北する。ベンが学校に迎えに来て、事情を聞くと火事を消したとだけ話す。そしてベンは、アニーをデートに誘うが予定があると断られる。その後ベンは、エミリーとデートを約束するが、ジュニアのいたずらで追い払われる。親子の時間が必要だと考えたベンは、ジュニアと遊ぶ時間を増やし遊園地に行くが、そこでもジュニアはいたずらをして、ベンに戒められる。2人が帰宅するとラワンダが家で待っており、ベンとの接触を図ってきた。

## キャスト
| 役名                   | 俳優                       | 日本語吹替     |
| ---------------------- | -------------------------- | -------------- |
| ベン・ヒーリー         | ジョン・リッター           | 江原正士       |
| ビッグベン・ヒーリー   | ジャック・ウォーデン       | 滝口順平       |
| ジュニア・ヒーリー     | マイケル・オリヴァー       | 伊倉一寿       |
| ラワンダ・デュモア     | ラレイン・ニューマン       | 沢田敏子       |
| アニー・ヤング         | エイミー・ヤスベック       | 高島雅羅       |
| トリキシー・ヤング     | イヴィヤン・シュバーン     | こおろぎさとみ |
| ピーボディー           | ギルバート・ゴットフリード | 荒川太郎       |
| スミス                 | ポール・ウィルソン         |                |
| アーロン・バーガー     | アラン・ブルーメンフェルド | 塩屋浩三       |
| デビー・クロキンスキー | シャーリーン・ティルトン   | さとうあい     |
| ソーン先生             | ジェームズ・トールカン     | 山下啓介       |
| マーヴ                 | エリック・エドワーズ       | 桜井敏治       |
| ドリー                 | クリストル・マタラス       | 川田妙子       |
| マディソン             | ティファニー・マタラス     | 神代知衣       |
| エミリー               | マーサ・クイン             | 雨蘭咲木子     |
| ローダ                 | クリスティナ・シモンズ     | 亀井芳子       |

## スタッフ
- 監督：ブライアン・レヴァント
- 脚本：スコット・アレクサンダー、ラリー・カラゼウスキー
- 製作：ロバート・シモンズ
- 撮影監督：ピーター・スモークラー
- プロダクションデザイナー：マリア・カソ
- 編集：ルイス・フリーマン＝フォックス,A.C.E.、ロバート・P・セッピー,A.C.E.
- 音楽：デヴィッド・キテイ
- 衣裳デザイン：ロバート・M・ムーア
- キャスティング：ヴァレリー・マキャフリー